# Eurya groffii
Eurya groffii är en tvåhjärtbladig växtart som beskrevs av Elmer Drew Merrill.
Eurya groffii ingår i släktet Eurya och familjen Pentaphylacaceae. Utöver nominatformen finns också underarten Eurya groffii zhengkangensis.

## Bildgalleri

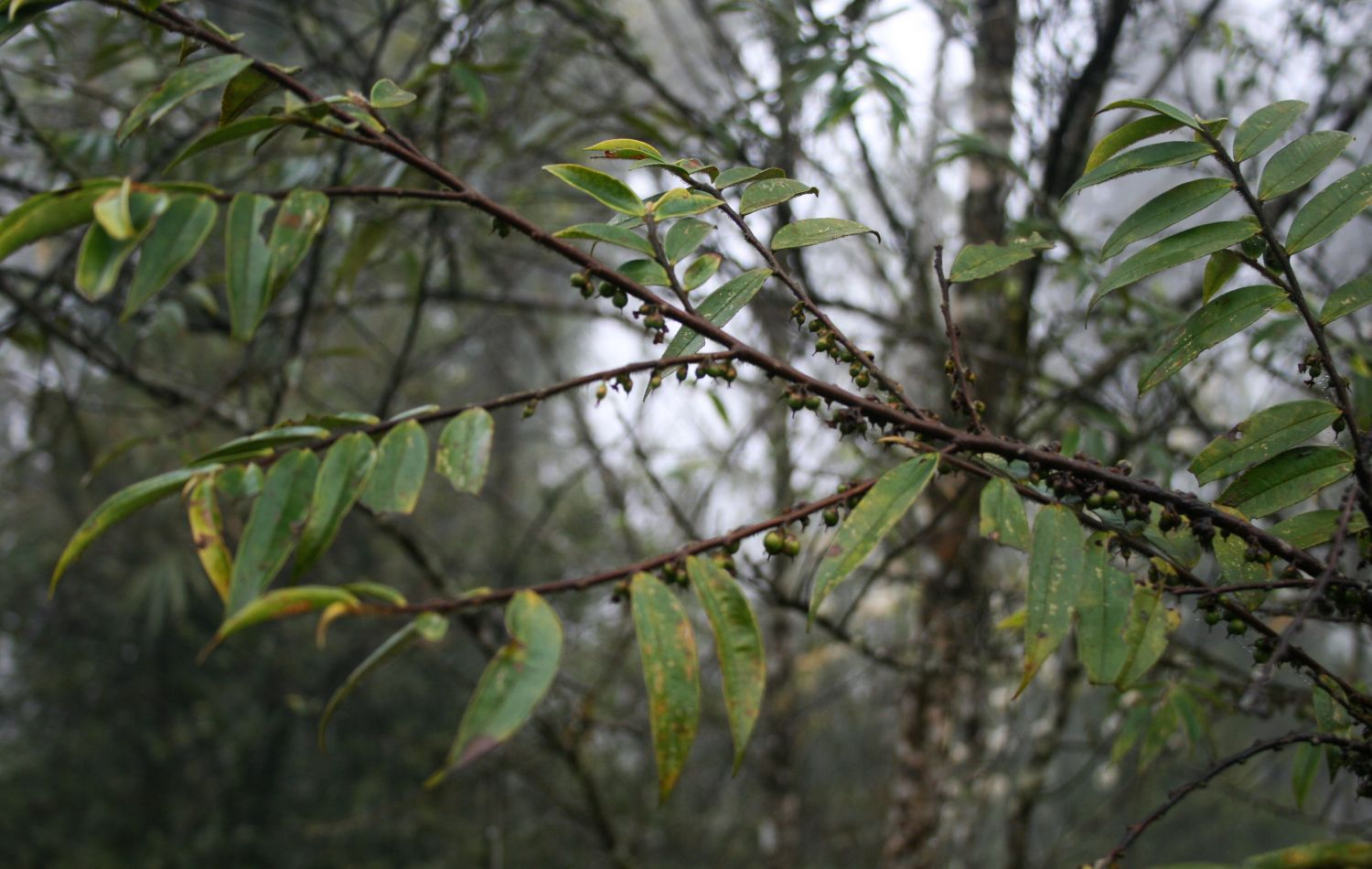
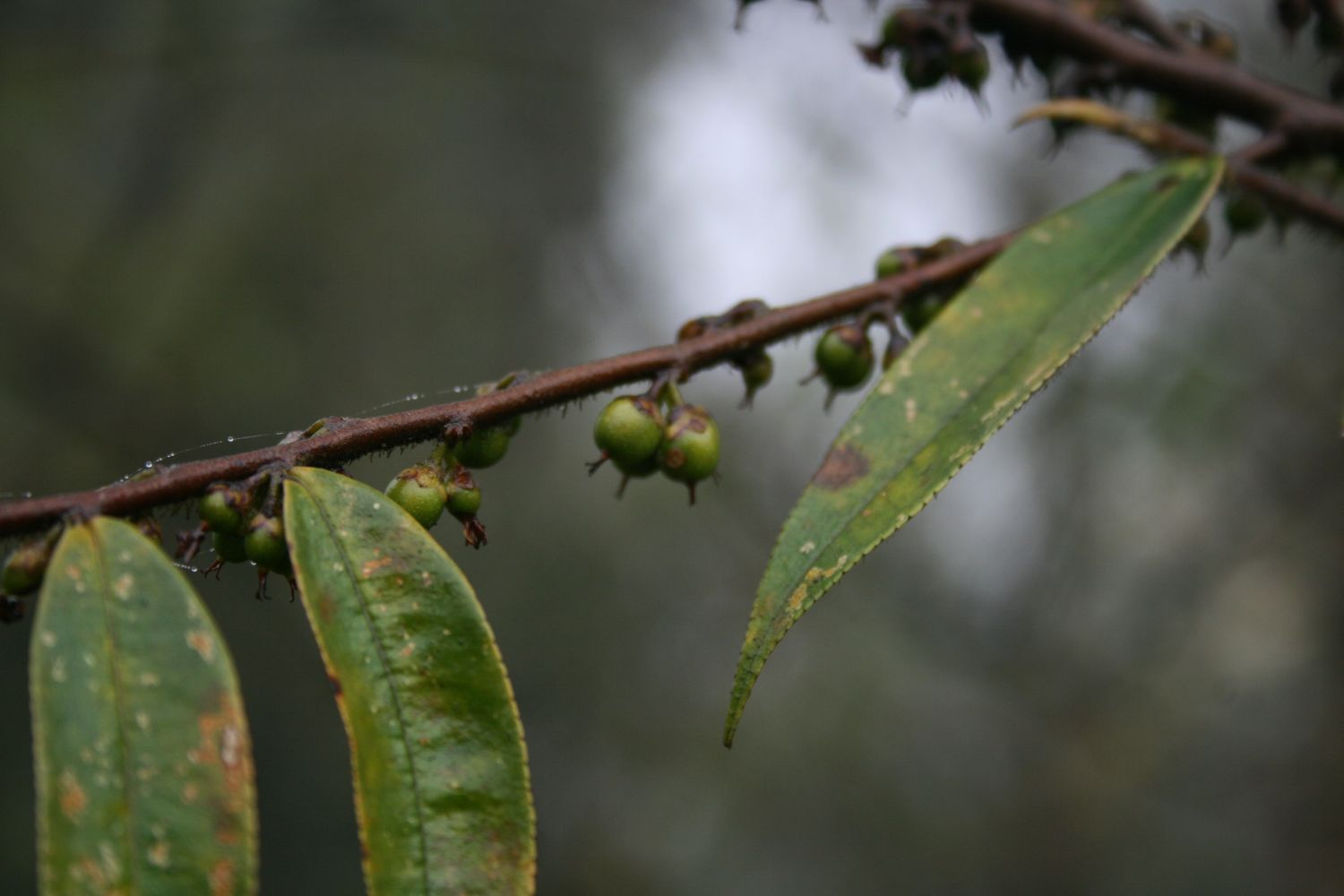
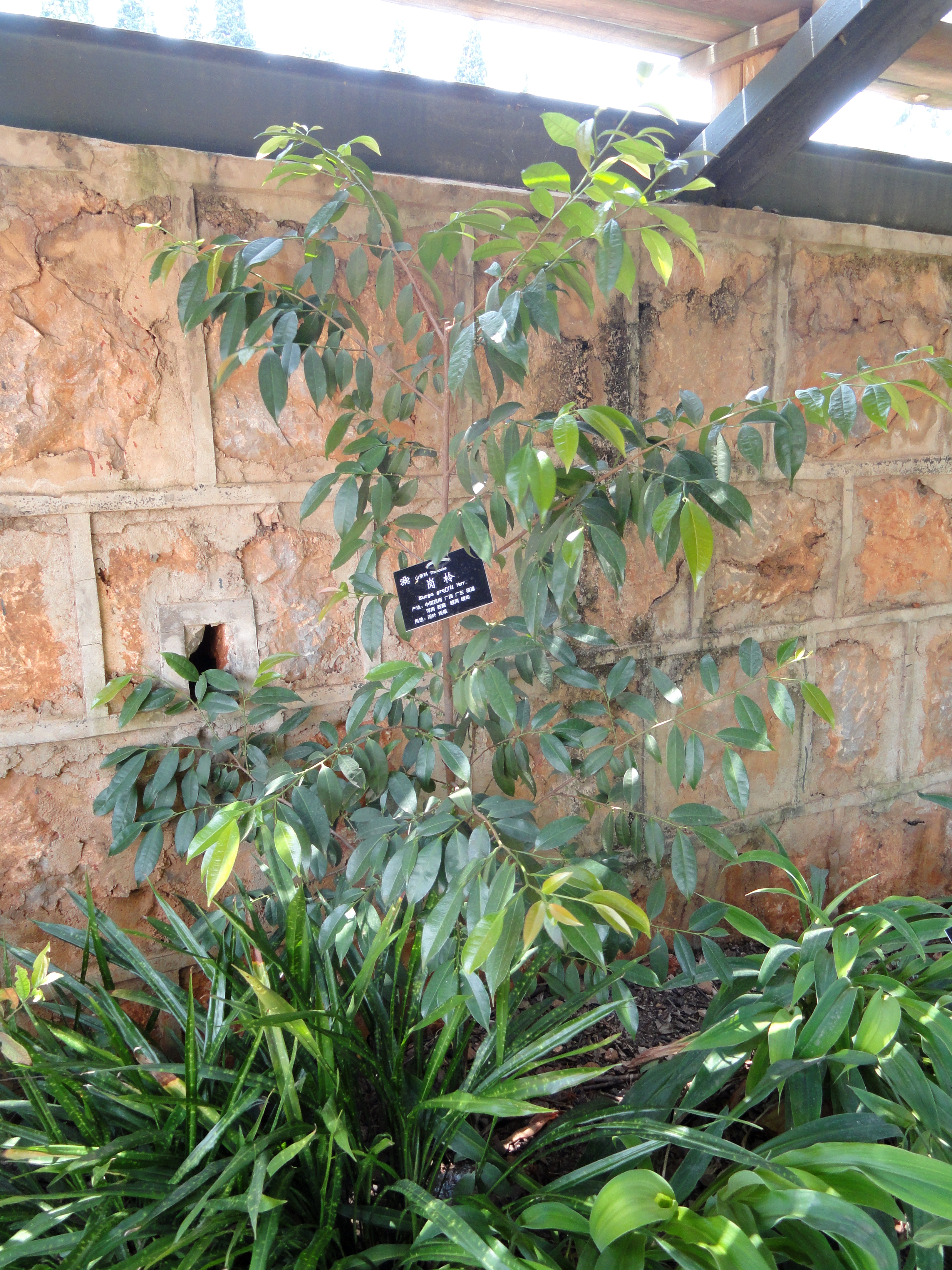